# Шкода Ауто
„Шкода Ауто“ (на чешки: Škoda Auto) е чешко автомобилостроително предприятие със седалище и основни производствени мощности в Млада Болеслав.
Основано през 1895 година като работилница за ремонт на велосипеди „Laurin & Klement“, от 1899 година то произвежда мотоциклети, а от 1905 година – автомобили. През 1925 година заводът е купен от промишления конгломерат „Шкодови заводи“ и започва да използва търговската марка „Шкода“. През 1948 година е национализиран и отделен от останалите предприятия на „Шкодови заводи“, а след 1991 година е приватизиран, като на няколко стъпки през следващите години дяловете в него стават собственост на германската компания „Фолксваген Груп“. През следващите години предприятието е модернизирано и производството му нараства, надхвърляйки половин милион автомобила през 2006 година и 1 милион през 2014 година.